# Begijnebrug (Haarlem)
De Begijnebrug, oorspronkelijk de Kwakelbrug geheten, is een vaste brug in de Noord-Hollandse stad Haarlem. De brug overspant de Bakenessergracht en is gelegen in de buurt de Bakenes in de wijk Oude Stad. De brug ligt halverwege de gracht en ligt in het verlengde van van de Korte Begijnestraat. Aan de oostelijke zijde van de brug ligt er geen straat direct in het verlengde van de brug. De dischtbijzijnde in oostelijke richting lopende straat is de iets zuidelijker gelegen Vrouwestraat, die naar de Bakenesserkerk leidt.
De brug is de middelste overspanning van de drie overspanningen van de Bakenessergracht. De andere twee overspanningen zijn: de noordelijk gelegen Korte Jansbrug en de zuidelijk gelegen Wildemansbrug.
De oorspronkelijke benaming Kwakelbrug zou te herleiden zijn naar de Haarlemse familie Quakel, naar wie ook de Quakelslaan, thans de Baljuwslaan is genoemd. In de 17e eeuw kwam ook de Quakelspoort dicht bij het woonhuis De Bloempot, het huis van  Philips Wouwerman (Bakenessergracht 55) uit op de gracht. De naam Quakelbrug komt als voor in verpondingen uit ca. 1475 en 1543. Het zou daardoor heel goed kunnen dat er ooit sprake is geweest van een kwakel.
De naam Begijnebrug is per raadsbesluit van 12 juli 1905 officieel vastgelegd. Mogelijk was de naam voor de vastlegging in dit besluit al reeds in gebruik als benaming van deze brug. De benaming van deze brug is te herleiden naar de Begijnen die in het plaatselijke Begijnhof woonden. Ook de de Korte- en de Lange Begijnestraat zijn qua naam van dezelfde oorsprong.
De Begijnebrug is omstreeks 1962 net zoals de andere bruggen over de gracht in de jaren 60 in zijn geheel vervangen.